# چگونه معلم‌تان را از راه بدر کنید
چگونه معلم‌تان را از راه بدر کنید (انگلیسی: How to Seduce Your Teacher) با عنوانِ اصلیِ دختر دبیرستانی، معلمان خود را از راه بدر می‌کند (ایتالیایی: La liceale seduce i professori) یک فیلم کمدی سکسی سبک ایتالیایی به کارگردانی ماریانو لائورنتی است که در سال ۱۹۷۹ میلادی منتشر شد.

## بازیگران
- گلوریا گوئیدا
- لینو بانفی
- کارلو اسپوزیتو
- آلوارو ویتالی
- نینتو داولی
- دوناتلا دامیانی
- گرمانا دومینیچی
- لورن دِ سِلِه